# كريستيان نونيز (لاعب كرة قدم كندي)
كريستيان نونيز (7 يوليو 1988 بمونتريال في كندا - ) هو لاعب كرة الصالات ‏ ولاعب كرة قدم كندي في مركز الوسط. شارك مع منتخب كندا تحت 17 سنة لكرة القدم ومنتخب كندا تحت 20 سنة لكرة القدم. أما مع النوادي، فقد لعب مع إمباكت مونتريال ونادي تورونتو ونادي لين وTrois-Rivières Attak ‏ وMontreal Carabins ‏ ومونتريال إمباكت (1992–2011) وSFK Lyn ‏.

## وصلات خارجية
- كريستيان نونيز على موقع الدوري الأمريكي (الإنجليزية)
- كريستيان نونيز على موقع قاعدة بيانات كرة القدم.إي يو (الإنجليزية)